# Hôtel de ville de Corbie
L'hôtel de ville de Corbie est un bâtiment du XIXe siècle situé dans le centre-ville de Corbie, dans le département de la Somme. Il abrite les services politiques et administratifs de la ville.

## Historique
Charles-Louis-Marie-Oswald de Caix de Saint-Aymour, maire de Corbie de 1855 à 1861 et conseiller général de 1848 à 1861 fit construire un château de style troubadour entre 1850 et 1854 pour lui servir de résidence temporaire. Sa fille Hélène en hérita ; elle épousa Albalat y Navajas, comte de San Carlos et le couple partit vivre en Espagne. En 1923, grâce à la contribution financière de la ville de Chartres, marraine de guerre de la ville de Corbie, la municipalité racheta le château qui fut transformé en hôtel de ville et le parc en jardin public. La façade de l'hôtel de ville a été ravalée et le jardin public réaménagé en 2013, désormais, une place-parvis dénommé « espace Chartres » donne accès au monument aux morts sculpté par Albert Roze et à l'hôtel de ville.

## Caractéristiques
L'hôtel de ville de Corbie a été construit en brique sur les plans de l'architecte et archéologue Charles Joseph Pinsard. Il se compose d'un corps de bâtiment principal et d'un bâtiment parallèle à l'arrière. Les têtes de chevaux sculptées sur la façade semblent indiquer l'ancienne destination du bâtiment : écuries, remise etc. Aujourd'hui le bâtiment abrite des bureaux et la salle des mariages et du conseil municipal.
Le château proprement dit est composé d'un bâtiment parallélépipédique flanqué d'une tour ronde avec toiture en poivrière à l'angle nord-ouest et d'un avant-corps flanqué de deux tourelles. Entre le sommet des deux tourelles, une horloge a été installée.
La façade est ornée de sculptures d'armoiries en pierre qui tranche sur le mur de brique : 
- au-dessus de l'entrée principale et des fenêtres du premier étage, les armes de la ville de Corbie[Note 1], au-dessous desquelles figurent la  Croix de guerre 1914-1918; ces armoiries ont été sculptées en 1928 ;

- de part et d'autre on reconnaît des blasons représentant d'un côté le lion de saint Marc (d'argent à la tête de lion arrachée de sinople) et de l'autre trois corbeaux (d'or à trois corbeaux de sable), qui seraient des variantes des blasons de l'ancien comté de Corbie[2] ;
- en haut la tourelle la plus proche de l'entrée a été sculpté le blason du couple de Caix de Saint-Aymour - Chamont, accompagné de la devise « fortior in adversis »[3].

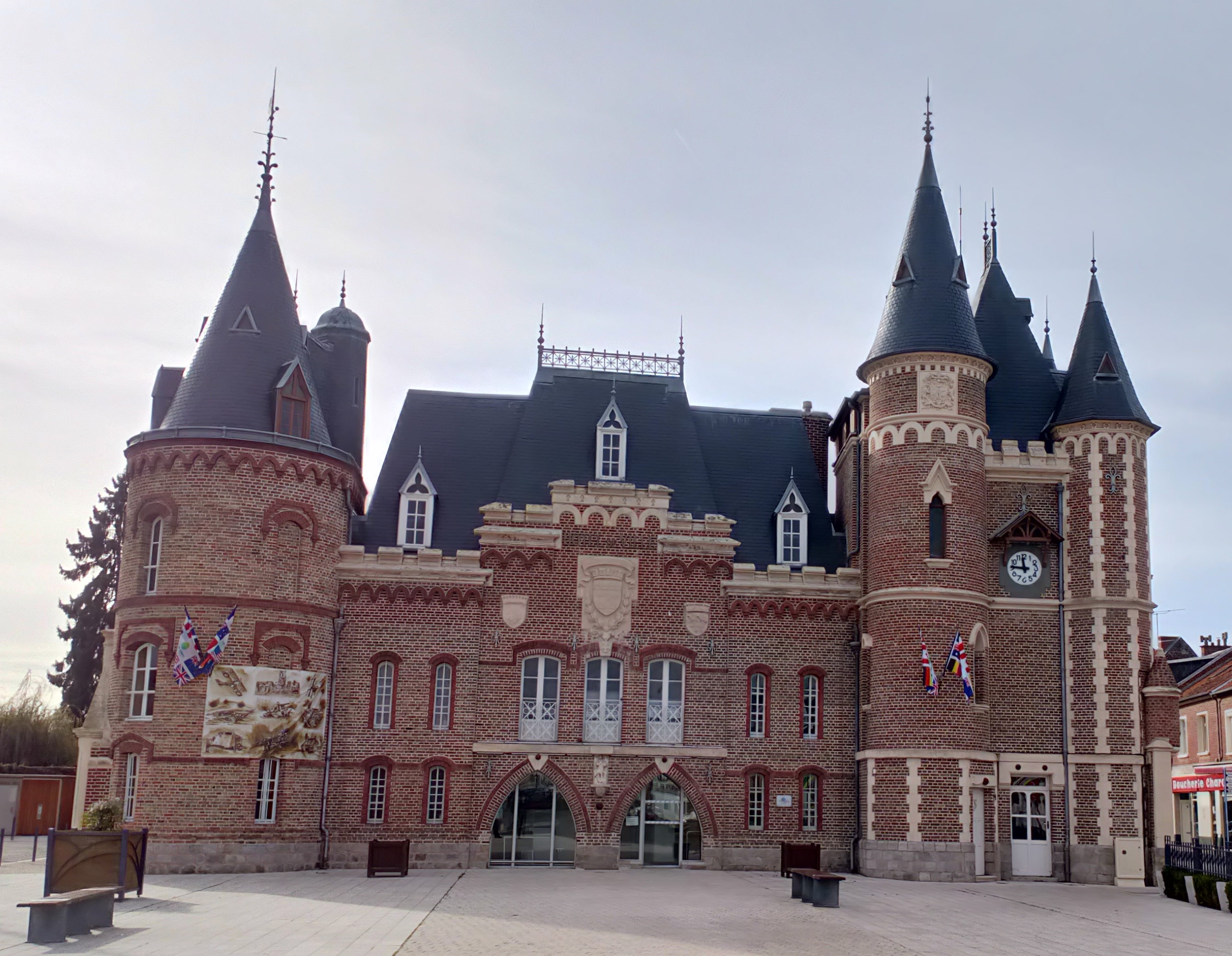
façade principale
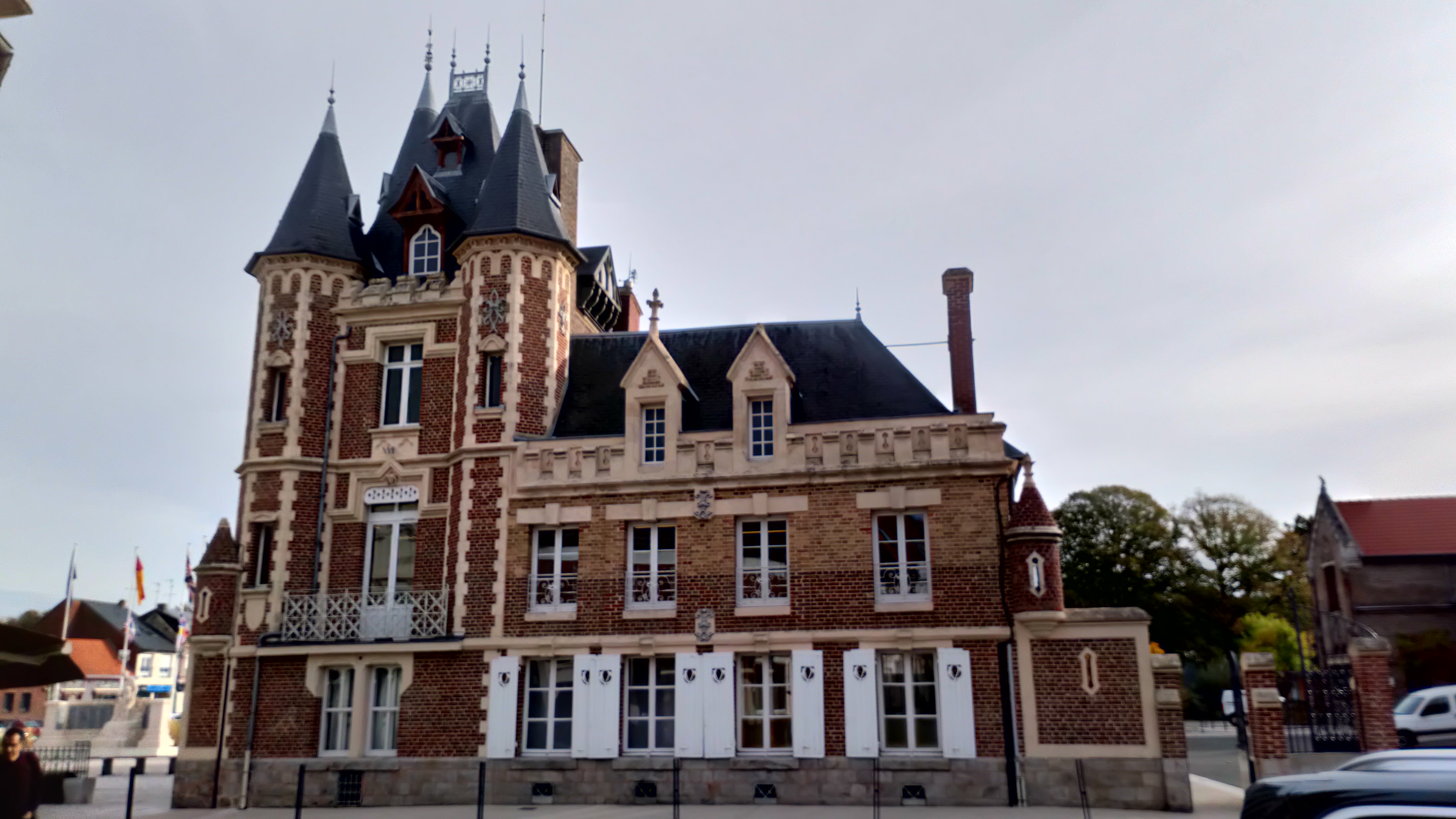
façade latérale, rue Faidherbe
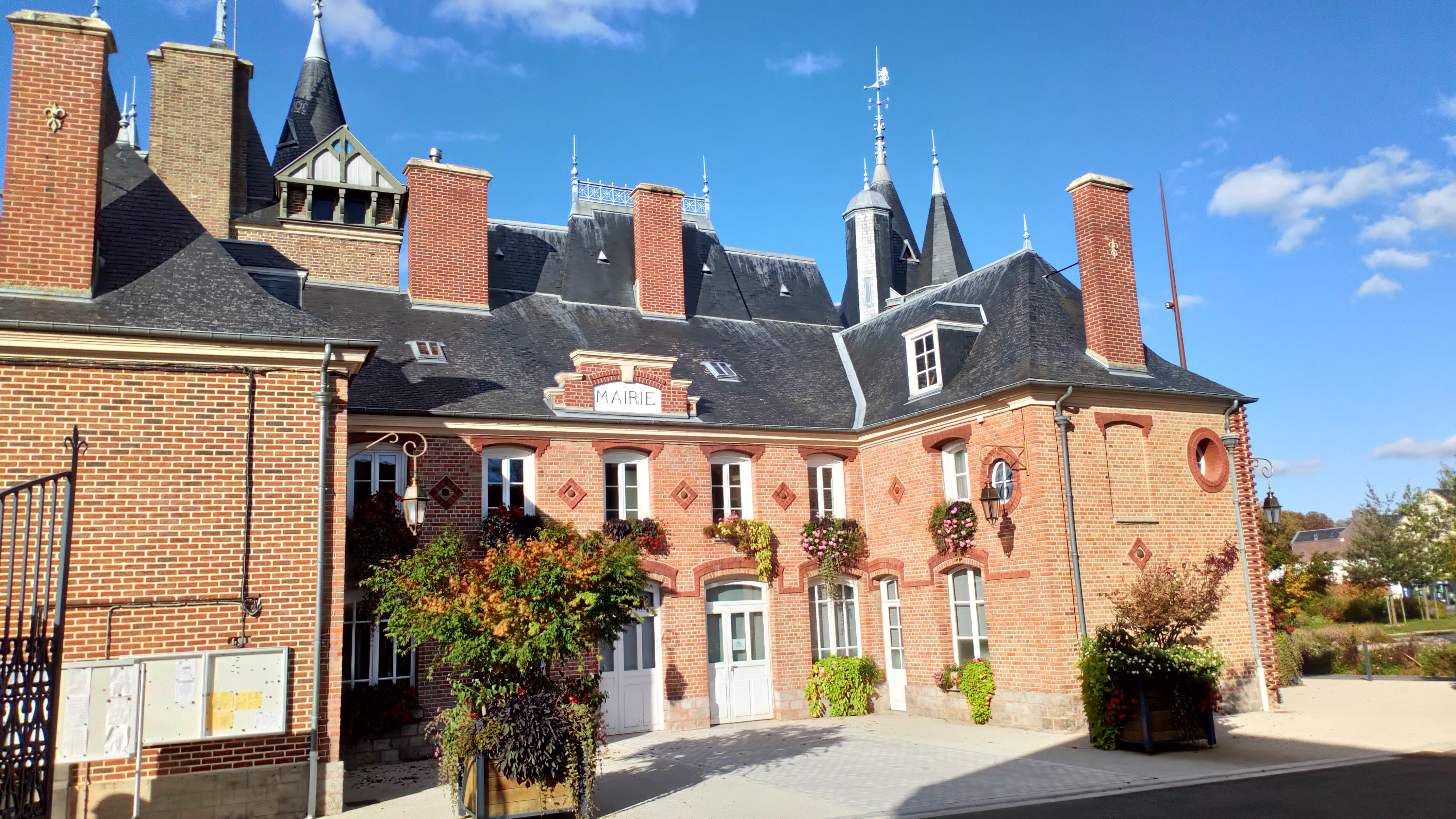
façade arrière
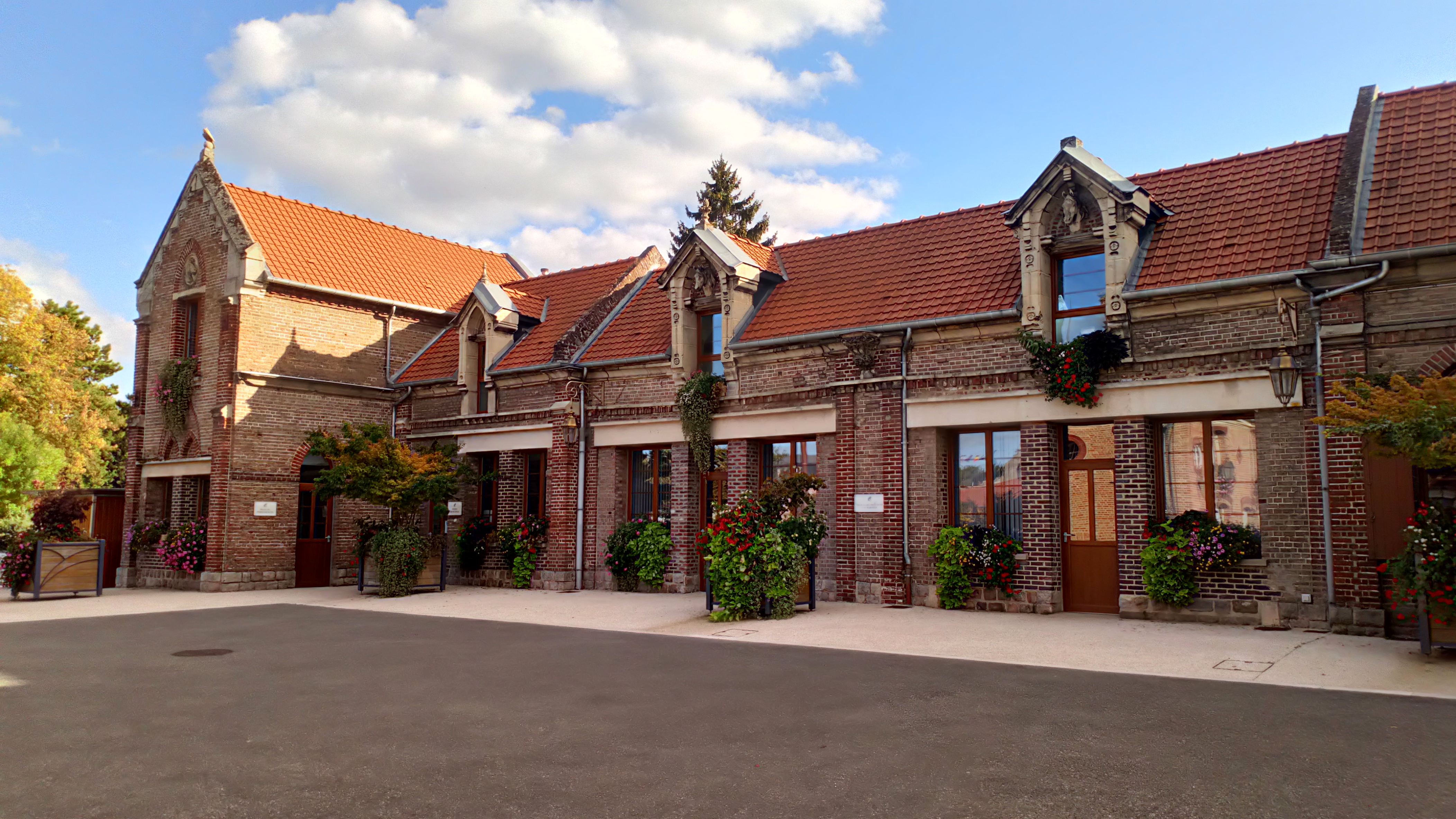
anciennes écuries, salle des délibérations

### Le parc
Un parc arboré de ~ 0,7 ha planté de tilleuls, d'érables, de résineux et de massifs de fleurs. Un kiosque à musique et une aire de jeux ont été construits lors du réaménagement du parc en 2013.

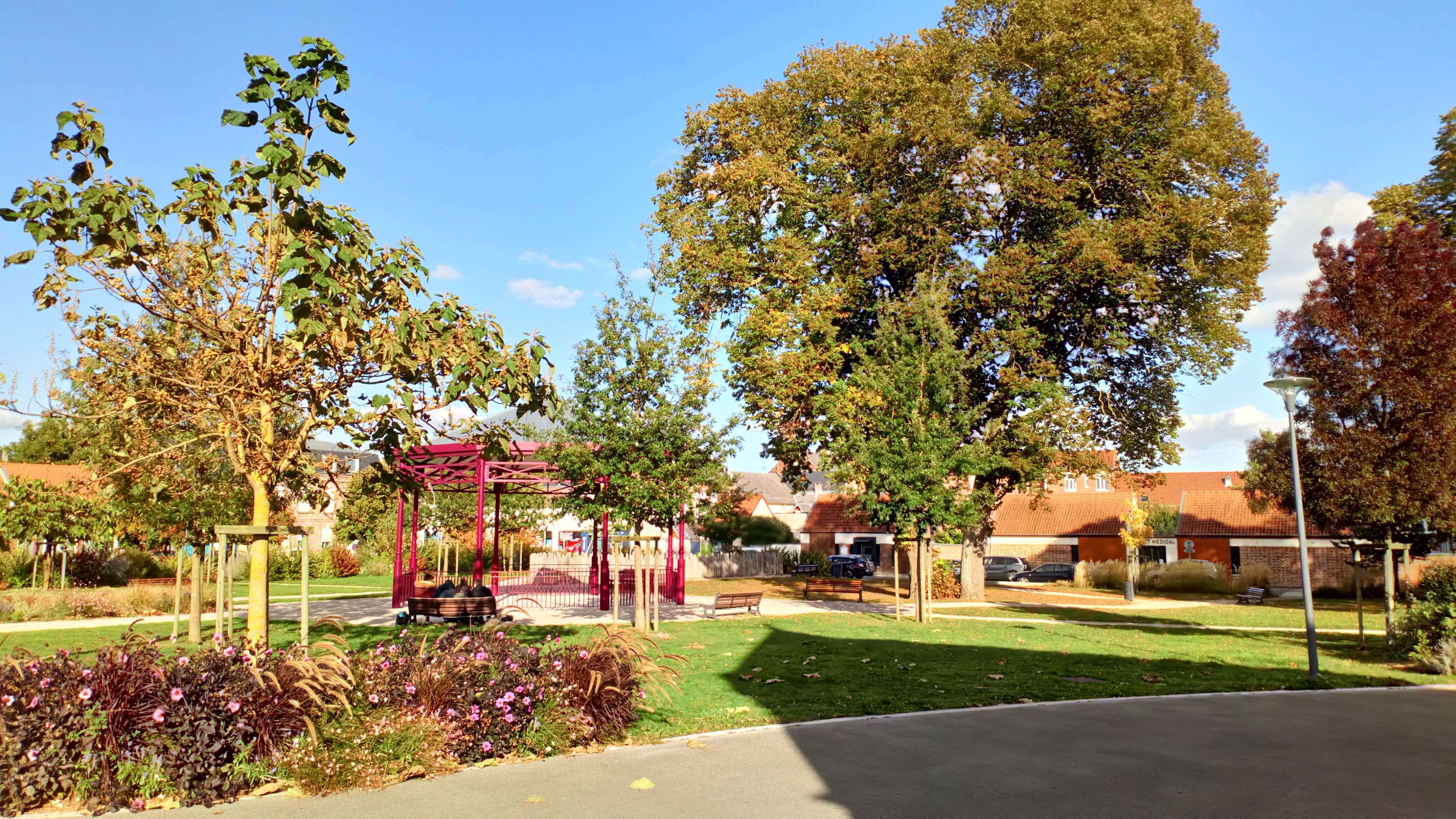
Kiosque et parc